# 那波藩

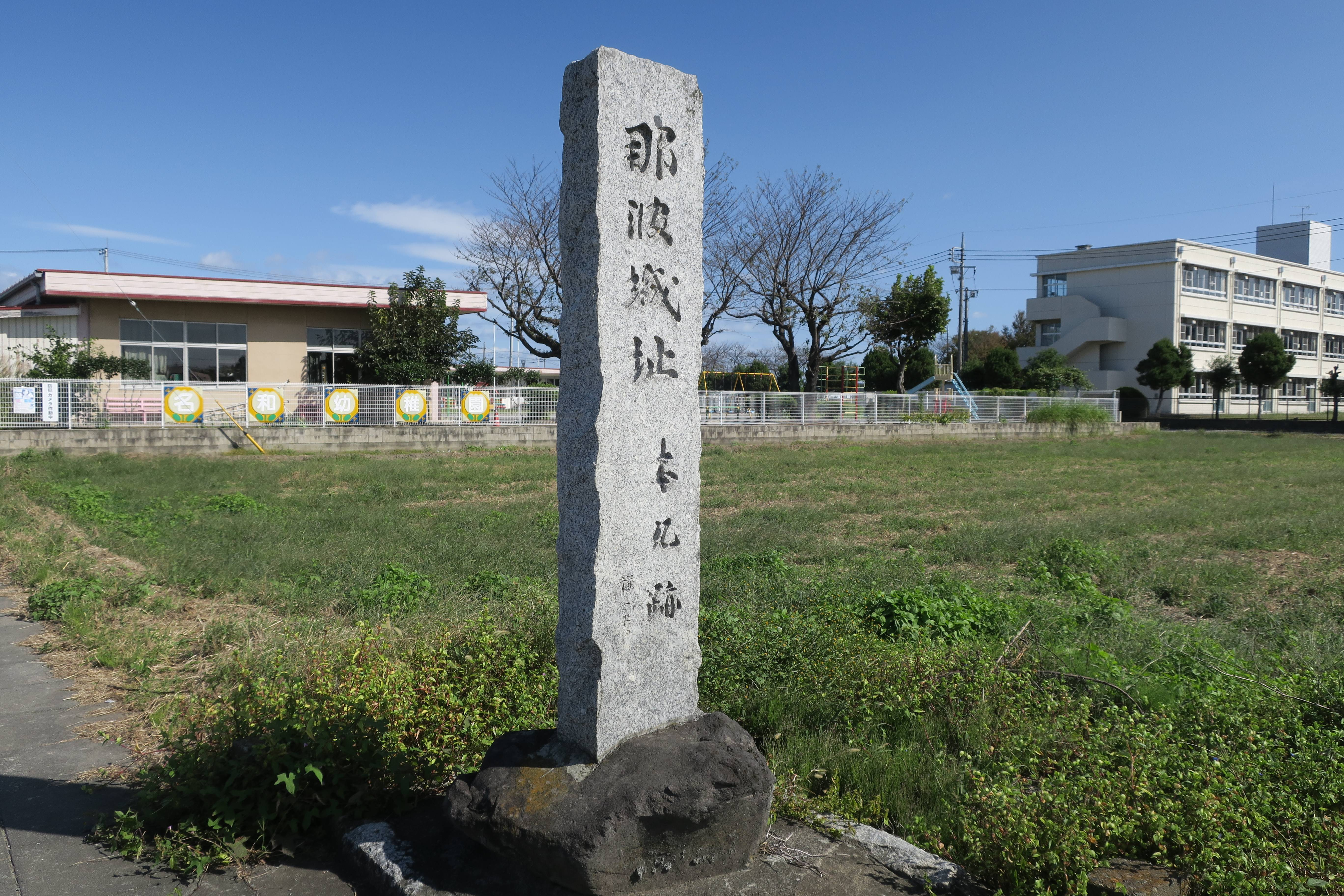
那波城址本丸跡（群馬県伊勢崎市堀口町）

那波藩（なわはん）は、上野国那波郡（現在の群馬県伊勢崎市周辺）に置かれた藩。徳川家康の関東入国時、大給松平家の松平家乗が当地で1万石を与えられるが、関ヶ原の戦いののちに転出した。その後、前橋藩酒井家（雅楽頭家）の一族が当地の領主となり、大名に列しているが、書籍によっては藩として扱われなかったり、伊勢崎藩として扱われたりすることがある。

## 歴史

### 松平家乗領
天正18年（1590年）の小田原征伐後、関東に入部した徳川家康は、松平家乗に上野国那波郡内1万石を与えた。これをもって那波藩が成立する。
『群馬県史』（1927年）によれば、城地は那波城（現在の伊勢崎市堀口町）とされる。
家乗は慶長5年（1600年）の関ヶ原の戦いで三河吉田城を守備した功績などを賞されて、慶長6年（1601年）正月に2万石に加増の上で美濃岩村藩に加増移封となった。

### 酒井忠世領
次いで那波郡を領有したのは、徳川秀忠に側近として仕えていた酒井忠世である。忠世は、父の酒井重忠が与えられた武蔵川越近辺に5000石の所領があった。慶長6年（1601年）2月、重忠が前橋に移封された際に、忠世も5000石を加増の上移封されて那波1万石の領主となった。忠世は、慶長10年（1605年）に在京料として近江国内（栗太郡・日野郡・野洲郡などの内）に5000石を加増、慶長14年（1609年）に那波郡善養寺村（現在の前橋市東善町・西善町付近）など5000石の加増を受け、都合2万石の領主となって、善養寺を居所とした。なお、善養寺村周辺は、中世に善養寺庄という荘園があった土地である。
元和2年（1616年）、忠世は勢多郡・佐位郡の2郡内で3万2000石を加増された。この中には、稲垣長茂が転出した後の伊勢崎領や、牧野忠成が転出した後の大胡領が含まれる。元和2年の加増により、『角川日本地名大辞典』では「当藩は廃藩になったと見てよいだろう」としている。『ブリタニカ国際大百科事典 小項目事典』でも、忠世が伊勢崎に5万2000石で入封した、とする。
元和3年（1617年）、酒井重忠が死去すると忠世は家督を継ぎ、従来の知行地と父の遺領である前橋藩領を併せ、8万5000石の大名として前橋城に移った。

### 酒井忠能領
寛永14年（1637年）、前橋藩主酒井忠清（忠世の孫）は弟の酒井忠能に対し、父の遺領から上野国（佐位郡・那波郡）・武蔵国榛沢郡のうちで2万2500石を分与した。
『群馬県史』（1927年版）は忠能を那波藩主として掲出しているが、伊勢崎藩主とする解釈もある。『角川地名大辞典』では、忠能への分知をもって那波藩の再興とする説には「疑問の余地があろう」としている。
寛文2年（1662年）6月に忠能は信濃小諸藩に移封され、伊勢崎領（那波領）は再び前橋藩領となった。

## 歴代藩主

### 松平（大給）家
1万石。譜代。
1. 家乗（いえのり）

### 酒井家
1万石→2万石。譜代。
1. 忠世（ただよ）

2万2500石。譜代。
1. 忠能（ただよし）